# Bacotoma oggalis
Bacotoma oggalis is een vlinder uit de familie van de grasmotten (Crambidae), uit de onderfamilie van de Spilomelinae. De wetenschappelijke naam van deze soort is voor het eerst voorgesteld als Platamonia oggalis door Charles Swinhoe in een publicatie uit 1906.
De soort komt voor in India (Meghalaya).